# مرض الرئة الروماتويدي
مرض الرئة الروماتويدي هو مرض يصيب الرئة ويترافق مع التهاب المفاصل الروماتويدي. يتميز مرض الرئة الروماتويدي بالانصباب الجنبي والتليف الرئوي وتشكل العقيدات الرئوية وارتفاع الضغط الرئوي. تشمل الأعراض الشائعة المرتبطة بالمرض ضيق التنفس والسعال وألم الصدر والحمى. تشير التقديرات إلى أن حوالي ربع الأشخاص المصابين بالتهاب المفاصل الروماتويدي يصابون بهذا المرض، والذي من المرجح أن يتطور بين الرجال المسنين الذين لديهم تاريخ من التدخين.
الرئة الروماتويدية منفصلة عن مرض الرئة الخلالي ولكنها غالبًا ما ترتبط به.

## الأعراض والعلامات
الأكثر شيوعًا:
- ألم الصدر
- سعال
- حمى
- ضيق نفس
- آلام المفاصل مع تيبسها أو انتفاخها
- عقيدات جلدية

قد لا تظهر جميع هذه الأعراض وقد لا يظهر أي منها أيضًا.
من الأكثر إلى الأقل شيوعًا:
- الإصابة الجنبية (التهاب الجنب أو انصباب الجنب)
- العقيدات المتنيّة الرئوية، أكثر شيوعًا عند الرجال منها عند النساء[3]
- مرض الرئة الخلالي المرتبط بالإصابة الروماتويدية
- التهاب القصيبات المسد لذات الرئة المنظم
- التهاب القصيبات المسد (مرض الرئة الانسدادي/توسع القصبات)
- ارتفاع الضغط الرئوي المرتبط بالتهاب المفاصل الروماتويدي
- التهاب الأوعية الدموية الرئوية/التهاب الشرايين الرئوية
- متلازمة انكماش الرئة
- متفرقات: العلاج بالميثوتركسيت، التهاب المفصل الحلقي الطرجهالي، العدوى، السرطان

## الأسباب
السبب الدقيق لمرض الرئة الروماتويدي غير معروف. ومع ذلك، يمكن أن تعود العوامل المرتبطة إلى حد كبير إلى التدخين. في بعض الأحيان، قد تؤدي الأدوية المستخدمة في علاج التهاب المفاصل الروماتويدي، وخاصة الميثوتركسيت، إلى الإصابة بأمراض الرئة. 
الوقاية
- الإقلاع عن التدخين: المواد الكيميائية الموجودة في السجائر يمكن أن تهيج أنسجة الرئة الحساسة بالفعل، مما يؤدي إلى مزيد من المضاعفات.
- إجراء فحوصات منتظمة: يمكن للطبيب الاصغاء إلى الرئتين ومراقبة التنفس، إذ أن الكشف المبكر يسهل علاج مشاكل الرئة

## العلاج
كثيرون من المرضى المصابين بهذا المرض يكونون غير عرضيين، ويهدف العلاج بشكل أساسي إلى علاج المشاكل الصحية التي سببت المرض الرئوي والمضاعفات الناجمة عن هذا الاضطراب.
تشمل الأدوية سريعة المفعول لعلاج التهاب المفاصل الروماتويدي الأسبرين والكورتيكوستيرويدات، التي تخفف الألم وتقلل الالتهاب. تُعرف الأدوية بطيئة المفعول بالأدوية المضادة للوماتويد والمعدلة لسير المرض، وتشمل أملاح الذهب، الميثوتركسيت وهيدروكسي كلوروكوين (بلاكينيل)، والتي تعزز هجوع المرض وتمنع التدمير التدريجي للمفاصل. في المرضى الذين يعانون من التهاب المفاصل الروماتويدي الأقل شدة، تكون مسكنات الألم والعقاقير المضادة للالتهابات والراحة الجسدية كافية لتحسين نوعية الحياة. في المرضى الذين يعانون من تشوه المفاصل، الجراحة هي البديل الوحيد لاستعادة وظيفة المفصل.
يرتبط التشخيص بالاضطراب الكامن ونوع المرض الرئوي وشدته. في الحالات المتقدمة، يمكن النظر في إجراء زراعة الرئة. هذا الحل أكثر شيوعًا في حالات التهاب القصيبات المسد أو التليف الرئوي أو ارتفاع الضغط الرئوي. معظم المضاعفات ليست قاتلة، لكنها تقلل متوسط العمر المتوقع إلى ما يقدر بـ 5 إلى 10 سنوات.